# الفرار من الجمهورية

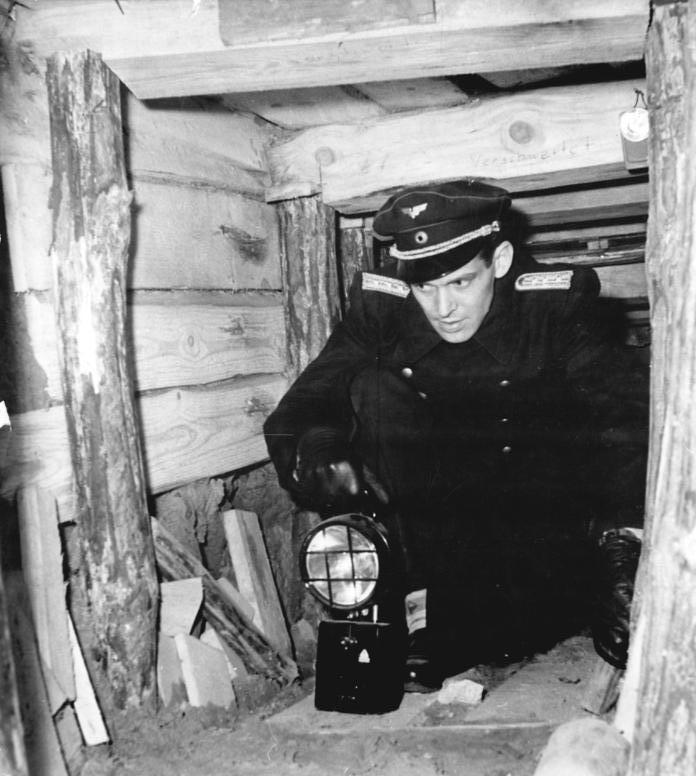
مسؤول من دويتشه رايخسبان يتفقد نفق الهروب أسفل محطة برلين ولانك شتراسه في يناير 1962

Republikflucht (تنطق: ريبوبليك فلوخت) (الألمانية «الهروب من الجمهورية») هو المصطلح الرسمي في جمهورية ألمانيا الديمقراطية (ألمانيا الشرقية) للهجرة غير الشرعية إلى ألمانيا الغربية وبرلين الغربية ودول ليست من حلف وارسو. يشير المصطلح Republikflucht لكلا من; ملايين الألمان الذين هاجروا بشكل شرعي من منطقة الاحتلال السوفيتي وألمانيا الشرقية قبل بناء جدار برلين في 13 أغسطس 1961، والآلاف الذين هاجروا بشكل غير شرعي عبر الستار الحديدي حتى 23 ديسمبر 1989.

## Republikflucht

### الهجرة الشرعية

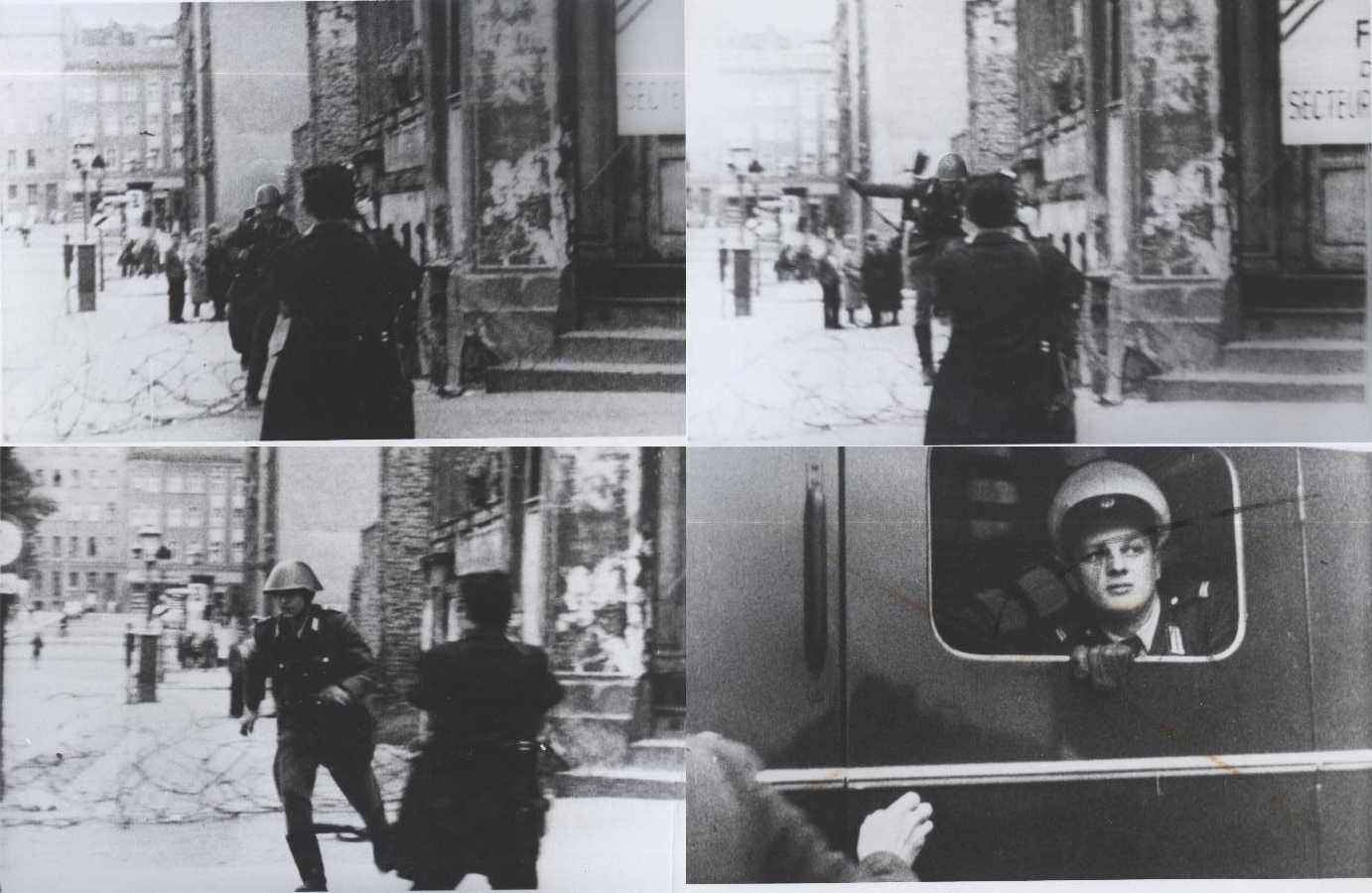
الجندي الألماني الشرقي كونراد شومان يتجه إلى برلين الغربية أثناء بناء جدار برلين في عام 1961

Republikflucht هو مصطلح ألماني يترجم إلى «الهروب من الجمهورية» أو «الفرار من الجمهورية» من المهاجرين المعروفين باسم " Republikflüchtling (e) " («الفار من الخدمة من الجمهورية أي افراد عسكريون فروا من الخدمة في جهورية ألمانيا أو ألمانيا الشرقية»). تم استخدام المصطلح لأول مرة في عام 1945 بعد الحرب العالمية الثانية مباشرة تقريبًا من قبل المسؤولين في منطقة الاحتلال السوفيتي، قبل أربع سنوات من إنشاء جمهورية ألمانيا الديمقراطية (ألمانيا الشرقية)، في إشارة إلى عدد كبير من الألمان الذين هاجرو بشكل قانوني غربا إلى مناطق نفوذ الولايات المتحدة وبريطانيا وفرنسا. شهد إنشاء ألمانيا الشرقية في أكتوبر 1949 استمرار استخدام المصطلح من قبل السلطات لوصف عملية الهروب نفسها والشخص الفار (أو مجموعة الأشخاص)، للعثور على حياة أفضل في ألمانيا الغربية وبرلين الغربية أو أي دولة غربية أو أي دولة لا تتبع حلف وارسو.
بحلول الخمسينيات من القرن الماضي، بدأ جمهورية ألمانيا الديمقراطية في تشديد قوانين الهجرة في محاولة للحد من الهجرة الشرعية، وشملت هذه الإجرائات طلب إلغاء تسجيل مع سلطات ألمانيا الشرقية وإذن لمغادرة البلاد تحت تهديد عقوبة السجن لمدة تصل إلى ثلاث سنوات. أوضح كتيب بروباغندا نشره حزب الوحدة الاشتراكية الألمانية الحزب الحاكم في ألمانيا الديمقراطية في عام 1955 خطورة التحريض على «الهروب من الجمهورية»:
أولئك الذين يسمحون لأنفسهم بالتجنيد يخدمون بموضوعية رد فعل ألمانيا الغربية والعسكرة، سواء كانوا يعرفون ذلك أم لا. أليس من الحقر أن يغادر المرء بلدًا تنبت فيه البذور من أجل حياة جديدة وأكثر جمالا من أجل بعض العروض الوظيفية الجذابة أو الوعود الكاذبة الأخرى حول "مستقبل مضمون"، وهو يظهر بالفعل ثماره الأولى، للمكان الذي يفضل حرب جديدة ودمار؟
أليست هذه فعلة من أفعال الفساد السياسي عندما يقوم المواطنون، سواء كانو شبابا او عمال أو أعضاء مثقفين، بمغادرة وخيانة ما خلقه شعبنا من خلال العمل المشترك في جمهوريتنا لعرض أنفسهم للخدمات السرية الأمريكية أو البريطانية أو للعمل لدى أصحاب المصانع الألمانية الغربية، [[يونكر]، أو العسكرية منها؟ 
تشير بعض التقديرات إلى أن عدد الذين غادروا برلين الشرقية ومنطقة الاحتلال السوفيتي وجمهورية ألمانيا الديمقراطية بين عامي 1945 و1961 تراوح عددهم بين 3 و3.5 مليون شخص. كان ما يقرب من مليون شخص من الذين غادروا لاجئين ومطروديين من الحرب العالمية الثانية وعصر ما بعد الحرب حيث تقطعت بهم السبل في البداية في المنطقة السوفيتية أو برلين الشرقية.

### جدار برلين والهجرة غير الشرعية

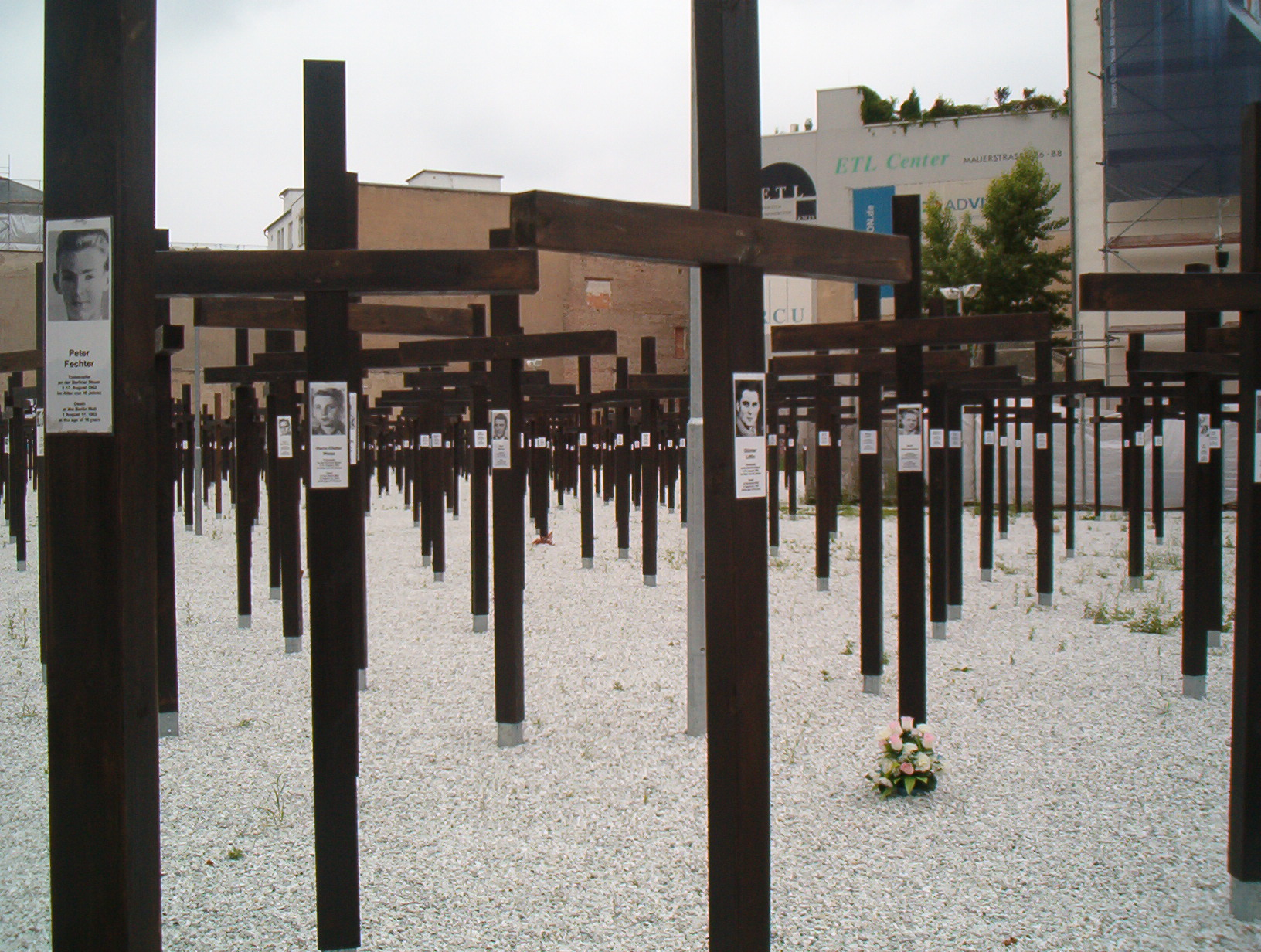
نصب تذكاري في برلين من 2004 إلى 2005 لأولئك الذين فقدوا حياتهم وهم يحاولون عبور جدار برلين بالقرب من نقطة تفتيش تشارلي

أصبح الخروج من ألمانيا الشرقية باتجاه الغرب غير شرعي بشكل فعلي بعد أن بدأت ألمانيا الشرقية ببناء جدار برلين في 13 أغسطس 1961، والذي شهد تشديدًا كبيرًا للهجرة عبر الستار الحديدي. انخفض عدد الأشخاص الذين غادروا ألمانيا الشرقية بعد بناء جدار برلين بشكل حاد من مئات الآلاف إلى عدة مئات فقط في السنة.
كما أوضحت المادة 213 من قانون العقوبات الصادر عن جمهورية ألمانيا الديمقراطية لعام 1979 أن عبور الحدود دون الحصول أولاً على إذن من الحكومة لن يتم الاستخفاف به:
1. أي مواطن من جمهورية ألمانيا الديمقراطية بنتهك القانون بعدم العودة إلى جمهورية ألمانيا الديمقراطية في الموعد المحدد المذكور أو يخالف توجهات الحكومة للمدة التي قضاها في الخارج سوف يعاقب.
2. In case of aggravating circumstances, the perpetrator will be punished with imprisonment between one and eight years. Aggravating circumstances exist when the act endangers people's lives or health; is committed while carrying weapons or using dangerous means or methods; is executed with particular intensity; occurs by means of fraudulent alteration of documents, false notarization, or misuse of official documents or by using a hiding place; is committed in concert with others; the perpetrator has been sentenced for illegally crossing the border before.
3. التحضيرات والمحاولات التي يعاقب عليها القانون.[4]»

بين عامي 1961 و1989، هاجر عدة آلاف من مواطني ألمانيا الشرقية بالحصول على تأشيرات خروج مؤقتة ثم لم يعودو، أو عن طريق القيام بمحاولات خطيرة لعبور جدار برلين أو الحدود الألمانية الداخلية أو حدود بلدان الكتلة الشرقية الأخرى. أولئك الذين فروا عبر الحدود المحصنة عرضو انفسهم لخطر كبير بالإصابة أو الوفاة (انظر: قائمة الوفيات عند جدار برلين)، توفي عدة مئات من الهاربين في حوادث أو بإطلاق النار عليهم من قبل قوات حرس الحدود الألمانية الشرقية، بينما تم اعتقال الألاف. سمحت ألمانيا الغربية للاجئين من القطاع السوفيتي في برلين أو المنطقة السوفيتية أو ألمانيا الشرقية بالتقدم بطلب لقبولهم كVertriebene (مطرودين) من المجموعة الفرعية من لاجئي المنطقة السوفيتية (Sowjetzonenflüchtlinge) بموجب قانون الطرد الفيدرالي (BVFG §3)، وبالتالي تلقو الدعم من حكومة ألمانيا الغربية. لقد اضطروا إلى الفرار قبل 1 يوليو 1990 في محاولة لإنقاذ أنفسهم من حالة الطوارئ - وخاصة تلك التي تشكل تهديدًا على الصحة أو الحياة أو الحرية الشخصية أو حرية الضمير - التي أوجدتها الظروف السياسية التي فرضها النظام في المنطقة (الأراضي) الذي فروا منها (BVFG §3). لا ينطبق القانون على المؤيدين المؤثرين السابقين للنظام السياسي الشرقي أو على الجناة ضد الشرعية والإنسانية خلال فترة الحكم النازي أو بعد ذلك في برلين الشرقية أو ألمانيا الشرقية، وأخيراً كان يطبق على أي شخص قاتل ضد الديمقراطية في ألمانيا الغربية أو برلين الغربية (BVFG §   3 (2)).
في عام 1993، بعد ثلاث سنوات من إعادة توحيد ألمانية، اتُهم زعيم ألمانيا الشرقية السابق إريك هونيكر بأنه أمر الجنود بقتل الأشخاص الذين يحاولون الفرار. تم تأجيل المحاكمة بسبب حالته الصحية السيئة وتوفي في عام 1994. كما حوكم رئيس شتازي السابق إريك ميلكه بنفس التهمة. لكن أغلق القاضي الذي يرأس الجلسة في نوفمبر 1994 المحاكمة وحكم أن المدعى عليه لم يكن لائقًا عقلياً للمثول للمحاكمة.

## روابط خارجية
- http://www.history.ac.uk/ihr/Focus/cold/articles/major.html
- http://www.refugee.org.nz/Headnotes/thes.html#R
- http://journals.cambridge.org/action/displayAbstract؟fromPage=online&aid=109649